# TV Mirante Santa Inês
TV Mirante Santa Inês foi uma emissora de televisão brasileira sediada em Santa Inês, cidade do estado do Maranhão. Operava no canal 13 VHF, e era afiliada à Rede Globo. Foi uma das emissoras próprias da Rede Mirante e gerava sua programação para a cidade de Santa Inês e áreas próximas. Encerrou suas transmissões em 2017, tornando-se uma sucursal da TV Mirante Cocais.

## História
A emissora foi fundada em 1992 como TV União dos Vales, sendo afiliada à Rede Globo e retransmitindo parte da programação produzida pela TV Mirante de São Luís. Em 1999, o Sistema Mirante de Comunicação comprou a TV Maranhão Central do empresário Nagib Haickel, e esta passou a ser a afiliada da Globo em Santa Inês. A TV União dos Vales passou então a ser afiliada ao SBT.
Em novembro de 2001, a emissora também foi adquirida pelo Sistema Mirante de Comunicação, após a TV Maranhão Central ser vendida para o Grupo Estado. Em 4 de janeiro de 2002, mesmo dia em que a TV Maranhão Central tornou-se TV Eldorado e se afiliou à Rede Bandeirantes, a TV União dos Vales voltou a ser afiliada à Rede Globo e passou a se chamar TV Mirante Santa Inês. O JMTV 2ª edição, apresentado por Erisvaldo Santos e veiculado pela concorrente, passou a ser exibido no canal 13. A partir de 2008, a emissora também produziu o boletim informativo Mirante Notícia, que era exibido nos intervalos da programação.
Em 10 de novembro de 2017, em função de cortes de gastos nas emissoras do interior, a Rede Mirante encerrou a produção de programas locais em Caxias e Balsas, que passaram a repetir toda a programação vinda de São Luís, excetuando-se os intervalos comerciais. No caso de Santa Inês, além da produção local, a emissora também foi extinta, tornando-se uma sucursal subordinada à TV Mirante Cocais, que assumiu as retransmissoras da sua área de cobertura.